# ウィリアムバローズ
ウィリアムバローズ（欧字名:William Barows、2018年2月17日 - ）は日本の競走馬。主な勝ち鞍は2024年の東海ステークス、日本テレビ盃。
馬名の意味は、人名より+冠名。

## 経歴

### デビュー前-4歳(2022年)
父・ミッキーアイルは現役時代に短距離・マイル路線で活躍し、G1通算2勝を挙げた。母・ダイアナバローズは現役時代に2009年の紫苑ステークスなど3勝を挙げた。
本馬は2018年2月17日に中原牧場で生まれ、母と同じく猪熊広次が馬主となった。
2021年5月30日の中京2Rの3歳未勝利で鞍上坂井瑠星でデビューし、7着に敗れる。
その後、8月15日に札幌3Rの3歳未勝利で初めてのダート挑戦ながら初勝利を挙げると、1勝クラス、2勝クラスと3連勝を飾る。3勝クラス初戦となった摩耶ステークスではバーデンヴァイラーの2着に敗れ、この年を終える。
古馬になって迎えた初めてのレースとなる韓国馬事会杯で6馬身差の大勝を飾りオープン入りを果たすと、オープン初戦となった卯月ステークスも勝利する。5か月ぶりのレースとなったラジオ日本賞では、ケンシンコウやウシュバテソーロらを抑え単勝オッズ1.8倍の1番人気に支持されたが、アシャカトブの2着に敗れた。
初めての重賞挑戦となったみやこステークスでは4番人気に支持されたものの、直線で失速し、ダート転向後では初めて連対を外す14着と大敗した。

### 5歳（2023年）
オープン特別のポルックスステークスから始動するも、追い込んできたニューモニュメントにクビ差交わされ、2着に終わる。続いて挑戦したマーチステークスでは不良馬場のなか、直線で先頭に立つもハヤブサナンデクンとの叩き合いとなる。写真判定の結果、ハナ差の2着に破れる。
丹内祐次との初コンビで挑んだラジオ日本賞では出走馬中最重量の斤量59kgを背負いながら逃げ切り、久しぶりの勝利を挙げる。デビュー戦以来となる坂井瑠星とのコンビで出走したみやこステークスではこれまでと異なり中団に控え、直線でしぶとく足を伸ばし3着に入った。

### 6歳（2024年）
この年は東海ステークスを始動戦に選び、鞍上は継続して坂井が騎乗することになった。レースでは番手につけると3コーナーで先頭に立ち、そのまま後続を押し切り重賞初勝利を飾った。

## 競走成績
| 競走日     | 競馬場 | 競走名           | 格    | 距離（馬場）  | 頭 数 | 枠 番 | 馬 番 | オッズ （人気） | 着順 | タイム （上り3F） | 着差 | 騎手      | 斤量 | 1着馬（2着馬）       | 馬体重 [kg] |
| ---------- | ------ | ---------------- | ----- | ------------- | ----- | ----- | ----- | --------------- | ---- | ----------------- | ---- | --------- | ---- | -------------------- | ----------- |
| 2021.05.30 | 中京   | 3歳未勝利        |       | 芝2000m（良） | 9     | 8     | 9     | 007.60（4人）   | 07着 | 02:02.3（36.5）   | -1.9 | 0坂井瑠星 | 56   | リフレーミング       | 500         |
| 0000.06.19 | 札幌   | 3歳未勝利        |       | 芝1800m（良） | 14    | 7     | 12    | 028.70（6人）   | 02着 | 01:47.5（34.7）   | -0.2 | 0菱田裕二 | 56   | ウインチェレステ     | 492         |
| 0000.07.11 | 函館   | 3歳未勝利        |       | 芝1800m（稍） | 16    | 5     | 9     | 003.60（1人）   | 05着 | 01:50.6（36.3）   | -0.8 | 0菱田裕二 | 56   | ピエドラアギーラ     | 490         |
| 0000.07.24 | 函館   | 3歳未勝利        |       | 芝1800m（良） | 16    | 5     | 10    | 002.60（1人）   | 05着 | 01:49.0（36.8）   | -0.5 | 0横山武史 | 56   | アラモードバイオ     | 482         |
| 0000.08.15 | 札幌   | 3歳未勝利        |       | ダ1700m（良） | 14    | 3     | 4     | 003.50（2人）   | 01着 | 01:45.2（37.4）   | -0.7 | 0横山武史 | 56   | （ゲットアップ）     | 482         |
| 0000.11.07 | 福島   | 3歳以上1勝クラス |       | ダ1700m（良） | 15    | 8     | 14    | 002.00（1人）   | 01着 | 01:45.1（36.6）   | -1.9 | 0吉田隼人 | 55   | （ジジ）             | 484         |
| 0000.12.05 | 中山   | 3歳以上2勝クラス |       | ダ1800m（良） | 16    | 7     | 13    | 001.30（1人）   | 01着 | 01:53.1（37.8）   | -1.1 | 0三浦皇成 | 56   | （ダイワドノヴァン） | 490         |
| 0000.12.25 | 阪神   | 摩耶S            | 3勝   | ダ1800m（良） | 11    | 3     | 3     | 002.90（2人）   | 02着 | 01:53.0（37.6）   | -0.5 | 0松山弘平 | 57   | バーデンヴァイラー   | 486         |
| 2022.03.21 | 中山   | 韓国馬事会杯     | 3勝   | ダ1800m（稍） | 16    | 4     | 7     | 001.80（1人）   | 01着 | 01:51.8（36.3）   | -1.0 | 0横山武史 | 57   | （ソルドラード）     | 484         |
| 0000.04.10 | 中山   | 卯月S            | OP    | ダ1800m（良） | 16    | 7     | 13    | 001.60（1人）   | 01着 | 01:51.6（37.5）   | -0.6 | 0三浦皇成 | 56   | （ロードエクレール） | 486         |
| 0000.09.18 | 中山   | ラジオ日本賞     | OP    | ダ1800m（不） | 16    | 2     | 4     | 001.80（1人）   | 02着 | 01:54.4（36.9）   | -0.1 | 0横山武史 | 57   | アシャカトブ         | 496         |
| 0000.11.06 | 阪神   | みやこS          | GIII  | ダ1800m（良） | 16    | 3     | 5     | 005.20（4人）   | 14着 | 01:54.0（39.8）   | -2.4 | 0横山武史 | 56   | サンライズホープ     | 488         |
| 2023.01.08 | 中山   | ポルックスS      | OP    | ダ1800m（良） | 14    | 1     | 1     | 003.00（1人）   | 02着 | 01:51.9（37.2）   | -0.0 | 0三浦皇成 | 58   | ニューモニュメント   | 498         |
| 0000.03.26 | 中山   | マーチS          | GIII  | ダ1800m（不） | 16    | 4     | 8     | 003.10（1人）   | 02着 | 01:51.4（37.6）   | -0.0 | 0横山武史 | 57.5 | ハヤブサナンデクン   | 498         |
| 0000.09.17 | 中山   | ラジオ日本賞     | OP    | ダ1800m（良） | 16    | 3     | 6     | 004.20（2人）   | 01着 | 01:52.2（38.2）   | -0.1 | 0丹内祐次 | 59   | （ベストリーガード） | 494         |
| 0000.11.05 | 京都   | みやこS          | GIII  | ダ1800m（良） | 16    | 7     | 14    | 005.60（2人）   | 03着 | 01:51.5（37.2）   | -0.6 | 0坂井瑠星 | 57   | セラフィックコール   | 504         |
| 2024.01.21 | 京都   | 東海S            | GII   | ダ1800m（重） | 16    | 7     | 14    | 005.50（2人）   | 01着 | 01:49.2（36.0）   | -0.2 | 0坂井瑠星 | 57   | （オメガギネス）     | 500         |
| 0000.05.01 | 船橋   | かしわ記念       | JpnI  | ダ1600m（不） | 13    | 1     | 1     | 003.60（2人）   | 06着 | R1:41.1（40.3）   | -2.1 | 0坂井瑠星 | 57   | シャマル             | 494         |
| 0000.09.25 | 船橋   | 日本テレビ盃     | JpnII | ダ1800m（良） | 13    | 2     | 2     | 008.00（3人）   | 01着 | R1:52.8（38.4）   | -0.2 | 0坂井瑠星 | 57   | （ウシュバテソーロ） | 490         |
| 0000.11.04 | 佐賀   | JBCクラシック    | JpnI  | ダ2000m（良） | 11    | 7     | 9     | 003.30（2人）   | 06着 | R2:09.9（39.2）   | -1.9 | 0坂井瑠星 | 57   | ウィルソンテソーロ   | 494         |
| 2025.02.23 | 東京   | フェブラリーS    | GI    | ダ1600m（良） | 16    | 2     | 4     | 084.6（12人）   | 13着 | R1:37.4（37.8）   | -1.9 | 0岩田望来 | 58   | コスタノヴァ         | 490         |
| 0000.05.05 | 船橋   | かしわ記念       | JpnI  | ダ1600m（良） | 10    | 3     | 3     | 011.00（5人）   | 02着 | R1:39.3（37.0）   | -0.1 | 0坂井瑠星 | 57   | シャマル             | 498         |
| 0000.08.09 | 札幌   | エルムS          | GIII  | ダ1700m（稍） | 14    | 8     | 14    | 014.60（8人）   | 04着 | R1:44.4（37.8）   | -0.9 | 0横山武史 | 59   | ペリエール           | 492         |

- 競走成績は2025年8月9日現在

## 血統表
| ウィリアムバローズの血統        | ウィリアムバローズの血統                                       | ウィリアムバローズの血統                                       | （血統表の出典）                                               | （血統表の出典） |
| 父系                            | サンデーサイレンス系                                           | サンデーサイレンス系                                           | サンデーサイレンス系                                           |                  |
| 父 ミッキーアイル 2011 鹿毛     | 父の父ディープインパクト 2002 鹿毛                             | *サンデーサイレンス                                            | Halo                                                           | Halo             |
| 父 ミッキーアイル 2011 鹿毛     | 父の父ディープインパクト 2002 鹿毛                             | *サンデーサイレンス                                            | Wishing Well                                                   |                  |
| 父 ミッキーアイル 2011 鹿毛     | 父の父ディープインパクト 2002 鹿毛                             | *ウインドインハーヘア                                          | Alzao                                                          | Alzao            |
| 父 ミッキーアイル 2011 鹿毛     | 父の父ディープインパクト 2002 鹿毛                             | *ウインドインハーヘア                                          | Burghclere                                                     |                  |
| 父 ミッキーアイル 2011 鹿毛     | 父の母*スターアイル 2004 鹿毛                                  | *ロックオブジブラルタル                                        | *デインヒル                                                    | *デインヒル      |
| 父 ミッキーアイル 2011 鹿毛     | 父の母*スターアイル 2004 鹿毛                                  | *ロックオブジブラルタル                                        | Offshore Boom                                                  |                  |
| 父 ミッキーアイル 2011 鹿毛     | 父の母*スターアイル 2004 鹿毛                                  | *アイルドフランス                                              | Nureyev                                                        | Nureyev          |
| 父 ミッキーアイル 2011 鹿毛     | 父の母*スターアイル 2004 鹿毛                                  | *アイルドフランス                                              | *ステラマドリッド                                              |                  |
| 母 ダイアナバローズ 2006 黒鹿毛 | 母の父シンボリクリスエス 1999 鹿毛                             | Kris S.                                                        | Roberto                                                        | Roberto          |
| 母 ダイアナバローズ 2006 黒鹿毛 | 母の父シンボリクリスエス 1999 鹿毛                             | Kris S.                                                        | Sharp Queen                                                    |                  |
| 母 ダイアナバローズ 2006 黒鹿毛 | 母の父シンボリクリスエス 1999 鹿毛                             | Tee Kay                                                        | Gold Meridian                                                  | Gold Meridian    |
| 母 ダイアナバローズ 2006 黒鹿毛 | 母の父シンボリクリスエス 1999 鹿毛                             | Tee Kay                                                        | Tri Argo                                                       |                  |
| 母 ダイアナバローズ 2006 黒鹿毛 | 母の母*チッキーズディスコ Chickie's Disco 1996 黒鹿毛          | Shirley Heights                                                | Mill Reef                                                      | Mill Reef        |
| 母 ダイアナバローズ 2006 黒鹿毛 | 母の母*チッキーズディスコ Chickie's Disco 1996 黒鹿毛          | Shirley Heights                                                | Hardiemma                                                      |                  |
| 母 ダイアナバローズ 2006 黒鹿毛 | 母の母*チッキーズディスコ Chickie's Disco 1996 黒鹿毛          | African Dance                                                  | El Gran Senor                                                  | El Gran Senor    |
| 母 ダイアナバローズ 2006 黒鹿毛 | 母の母*チッキーズディスコ Chickie's Disco 1996 黒鹿毛          | African Dance                                                  | Fleur Royale                                                   |                  |
| 母系(F-No.)                     | (FN:1-k)                                                       | (FN:1-k)                                                       | (FN:1-k)                                                       | [ § 2 ]          |
| 5代内の近親交配                 | Hail to Reason 5x5、Northern Dancer 5x5、Mill Reef 4･5（母内） | Hail to Reason 5x5、Northern Dancer 5x5、Mill Reef 4･5（母内） | Hail to Reason 5x5、Northern Dancer 5x5、Mill Reef 4･5（母内） | [ § 3 ]          |
| 出典                            | 1. 2. 3.                                                       | 1. 2. 3.                                                       | 1. 2. 3.                                                       | 1. 2. 3.         |